# Tanki Online
A Tanki Online egy ingyenes masszív multiplayer online játék, Adobe Flash-en alapul, mely 2008 közepén jött létre az AlternativaPlatform jóvoltából. Ez egy böngésző alapú játék, műfaja:  3D-s akciójáték. Székhelye Perm, Oroszország. 
2014 februárjában a játék elérte a 41 000 000 regisztrált játékost.

## Játékmenet
Nyolc játékmód elérhető a játékban: Quick Battle, Team deathmatch, Deathmatch, Control Points, Capture the flag, Assault, Rugby és Juggernaut.A játékosok a csatában a kitűzött cél elérése után a teljesítménytől függően jutalmat kapnak. A cél lehet: bizonyos időn belül minél több tank kilövése, vagy az ellenfél zászlójának megszerzése és leszállítása a kijelölt helyre, a pálya beállításából függően 1-től 100-ig, vagy a Control Points modban 1 és 999 között elérni a csapattal a beállított számot.. 
A játékban különböző pályák közül választhatunk, mely lehet téli és nyári módú míg néhány pályán éjszakai mód is létezik. 2015 karácsonyától újévig egy új módot hoztak be, ez az Assault mód. Ezt csak egy bizonyos pályán lehet játszani, az egyik csapatnak a feladata, hogy egy zászlót el kell juttatnia egy kijelölt helyre. A másik csapatnak ezt kell megakadályozni.

## Garázs és valuta
A játék valutája a kristály. Kristályt kaphatunk belépéskor, küldetések végrehajtásáért, csata után jutalomként,  de kristályt igazi pénzért is vásárolhatunk. A garázsban vásárolhatunk különböző fegyvereket, tank aljzatokat, festékeket, és védelmet a tankunkra.Ezeket különböző rangok átlépésekor bővíthetünk és fejleszthetünk.
Igazi pénzért lehetőségünk van prémium fiókot vásárolni amellyel több tapasztalatpontot és kristályt szerezhetünk.

## Közösség
Számos módon kommunikálhatunk a játékosokkal, belépéskor a bal oldalon lévő chat-en, a garázsban privát üzenet formájában, vagy csata közben a "t" vagy Enter gomb megnyomása után. A játéknak van egy hivatalos fóruma is, több nyelven. 

## Irányítás
Az irányítás a beállításoktól függően működik, mivel egyénileg be lehet állítani, mely billentyű gombbal tudj irányítani. 
A további beállításokat itt megtalálod: https://en.tankiwiki.com/Settings
Egér beállítások: https://en.tankiwiki.com/Mouse_controls
1-6 - Ellátások billentyűkombinációja:
- Javító készlet
- Dupla páncélzat
- Dupla erő
- Nitro
- Akna
- Gold Box

## Klán
Van lehetőség kláncsoportok létrehozására is, amelyben a játékosok tudnak egymással harcolni, beszélni vagy egyéb más. 
További információk: https://en.tankiwiki.com/Clan_system